# Forno comunitário de Pontes

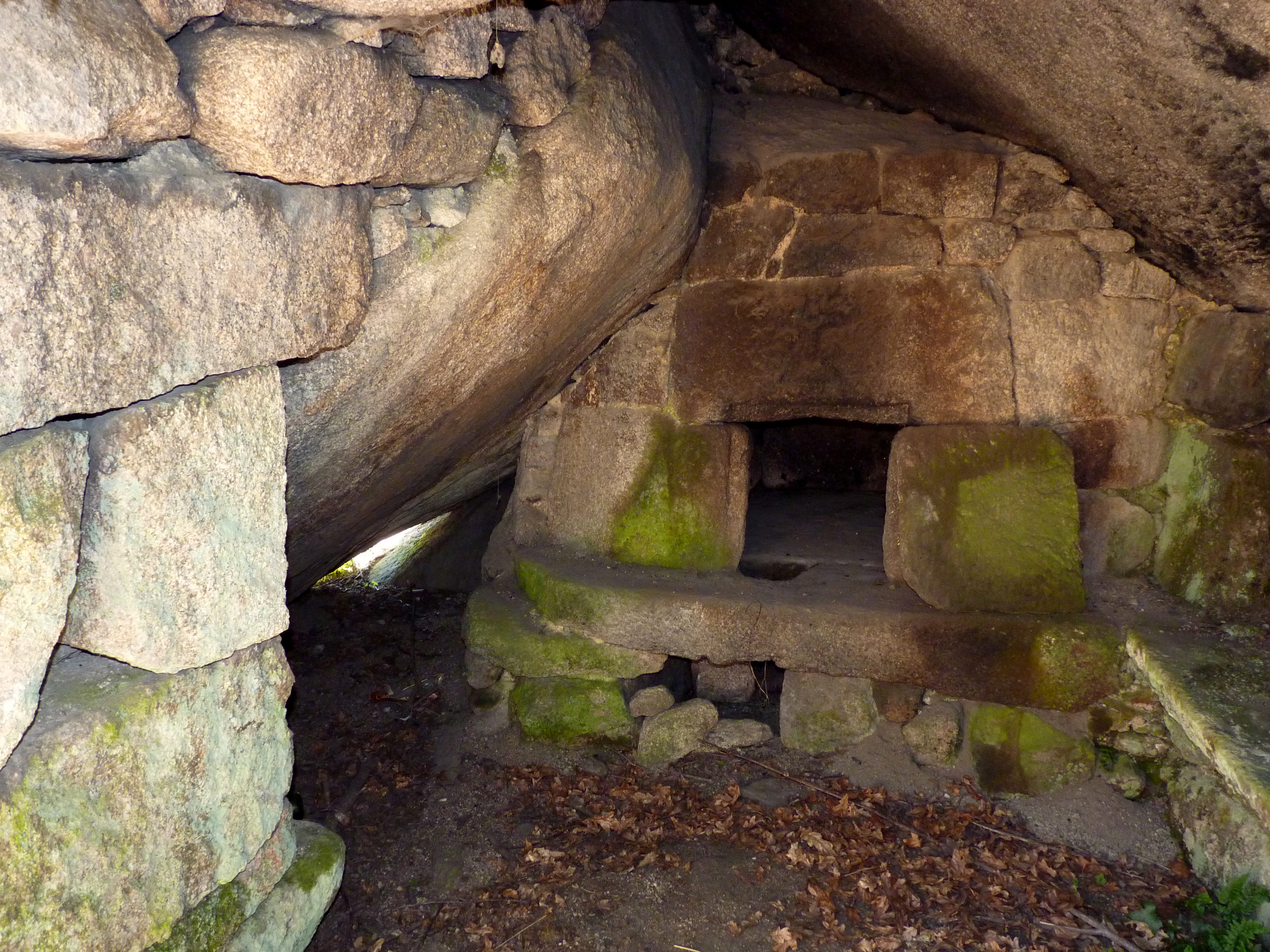
Forno de Pontes: interior

O forno comunitário de Pontes, é um forno comunitário localizado no lugar de Pontes em Castro Laboreiro, Melgaço, Portugal.
Forno de época indeterminada, referenciado pelo IGESPAR, construído aproveitando o vão de dois grandes penedos que servem de cobertura e de paredes laterais. Este aproveitamento é muito usual na construção tradicional da região assim como noutras zonas montanhosas de Portugal. No seu interior, para além do forno propriamente dito, existe ainda um pequeno banco também em pedra.
Este forno era usado pelos habitantes da aldeia para cozer o pão de centeio e trigo, as "broas" ou "boroas", mas parece não estar mais em uso, dado o lugar estar praticamente desabitado, excepto durante alguns meses de verão quando os emigrantes vêm visitar as suas terras. Encontra-se ainda num estado razoável de conservação, mas não protegido.

## Acesso
Saindo de Castro Laboreiro pelo CM1160 em direcção a Ribeiro de Baixo, após 4 km, no entroncamento junto à Ponte de Dorna virar à esquerda em direcção a Ameijoeira (fronteira com Espanha). Depois de percorridos 1.6 km encontra-se o lugar de Pontes. O forno encontra-se do lado esquerdo do caminho, no interior da aldeia, depois de percorridos cerca de 100 m.